# Башинджагян, Захар Геворгович
Захар Геворгович Башинджагян (арм. Զաքար Գևորգի Բաշինջաղյան, 26 мая [7 июня] 1895[…], Тифлис[…] — 2 марта 1971[…], Ереван[…]) — армянский советский учёный-экономист. Профессор (1937). Заслуженный деятель науки Армянской ССР (1956).

## Биография
Сын художника Геворка Башинджагяна (1857—1925), брат литератора, кавказоведа-лингвиста Леона Башинджагяна (1893—1938).
В 1917 году окончил юридический факультет Петроградского университета, в 1923 году — факультет общественных наук Грузинского политехнического института, в 1933 году — экономический факультет Московского института красной профессуры. С 1936 по 1971 год был заведующим кафедрой политической экономии Ереванского государственного университета. С 1949 по 1950 год — ректор Ереванского педагогического института русского и иностранных языков.

## Научные интересы
Работы посвящены политической экономии капитализма и социализма.

## Память

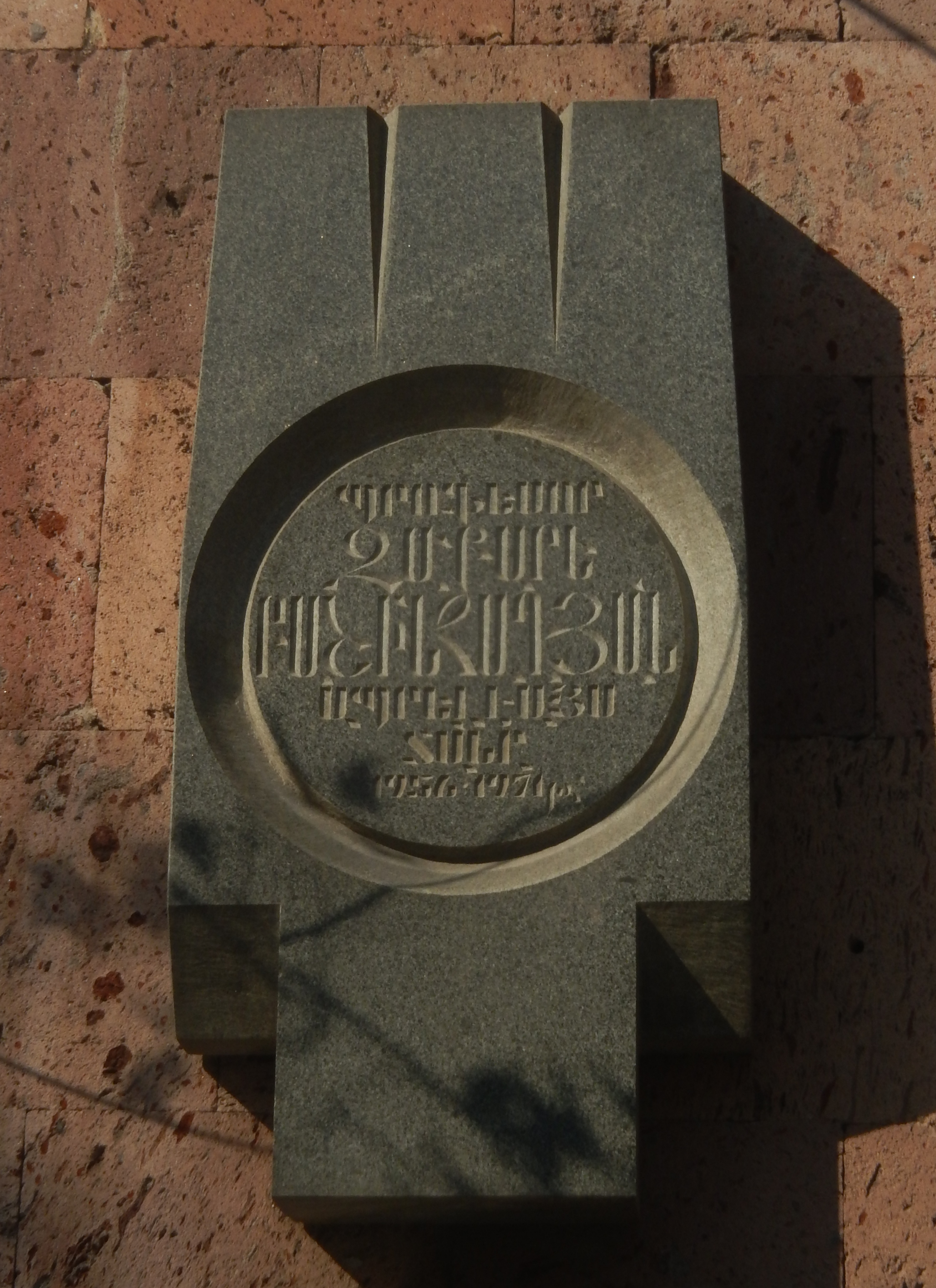
Мемориальная доска в Ереване. Ул. Абовяна, 39

На доме, где жил Захар Башинджагян на улице Абовяна в Ереване, установлена мемориальная доска.